# 飛碟電台
飛碟電台（ひちょうでんだい、英: UFO RADIO）は、台湾台北市の1996年10月16日に放送開始したラジオ放送局である。正式名称は飛碟聯播網。スローガンは「空中的夢想家」。